# Sulfoalaninska dekarboksilaza
Sulfoalaninska dekarboksilaza (EC 4.1.1.29, cistein-sulfinatna dekarboksilaza, L-cisteinsulfin kiselinska dekarboksilaza, cistein-sulfinatna dekarboksilaza, CADCaza/CSADCaza, CSAD, cisteinska dekarboksilaza, cisteinsulfin kiselinska dekarboksilaza, cisteinsulfinatna dekarboksilaza, 3-sulfino-L-alaninska karboksi-lijaza) je enzim sa sistematskim imenom 3-sulfino-L-alanin karboksilijaza (formira hipotaurin). Ovaj enzim katalizuje sledeću hemijsku reakciju
3-sulfino--alanin {\displaystyle \rightleftharpoons } hipotaurin + CO2
Ovaj enzim je piridoksal-fosfatni protein.

## Literatura
- Nicholas C. Price; Lewis Stevens (1999). Fundamentals of Enzymology: The Cell and Molecular Biology of Catalytic Proteins (Third изд.). USA: Oxford University Press. ISBN 019850229X.
- Eric J. Toone (2006). Advances in Enzymology and Related Areas of Molecular Biology, Protein Evolution (Volume 75 изд.). Wiley-Interscience. ISBN 0471205036.
- Branden C; Tooze J. Introduction to Protein Structure. New York, NY: Garland Publishing. ISBN 0-8153-2305-0.
- Irwin H. Segel. Enzyme Kinetics: Behavior and Analysis of Rapid Equilibrium and Steady-State Enzyme Systems (Book 44 изд.). Wiley Classics Library. ISBN 0471303097.

## Spoljašnje veze
- Sulfinoalanine+decarboxylase на 